# Synagogue ashkénaze d'Istanbul
La synagogue ashkénaze d'Istanbul est une synagogue du judaïsme orthodoxe située près de la tour de Galata. Elle a été fondée en 1900 par des Juifs ashkénazes installés dans l'Empire ottoman en provenance d'Autriche-Hongrie. C'est la seule synagogue survivante des trois synagogues fondées par les Ashkénazes, qui constituent 4 % de la population juive totale de la Turquie moderne.
La synagogue est active pour les prières du matin en semaine et pour le culte du Shabbat (samedi). Les mariages juifs, les Bar Mitzvah et autres événements religieux ont lieu dans la synagogue dans la tradition juive ashkénaze. 
Rav Mendy Chitrik, grand rabbin de la communauté juive ashkénaze d'Istanbul de l'Union des rabbins des États islamiques, en a été élu président.

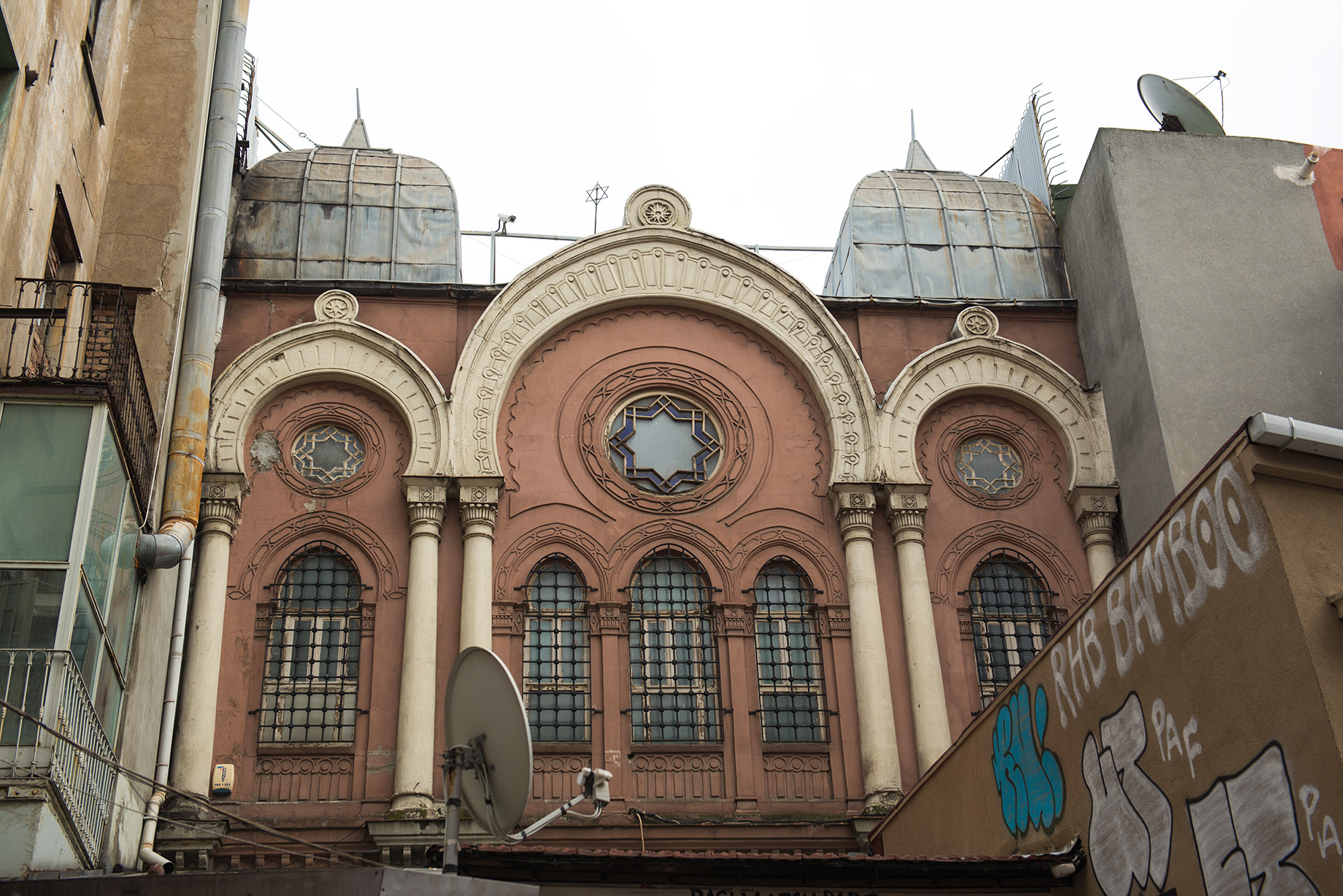
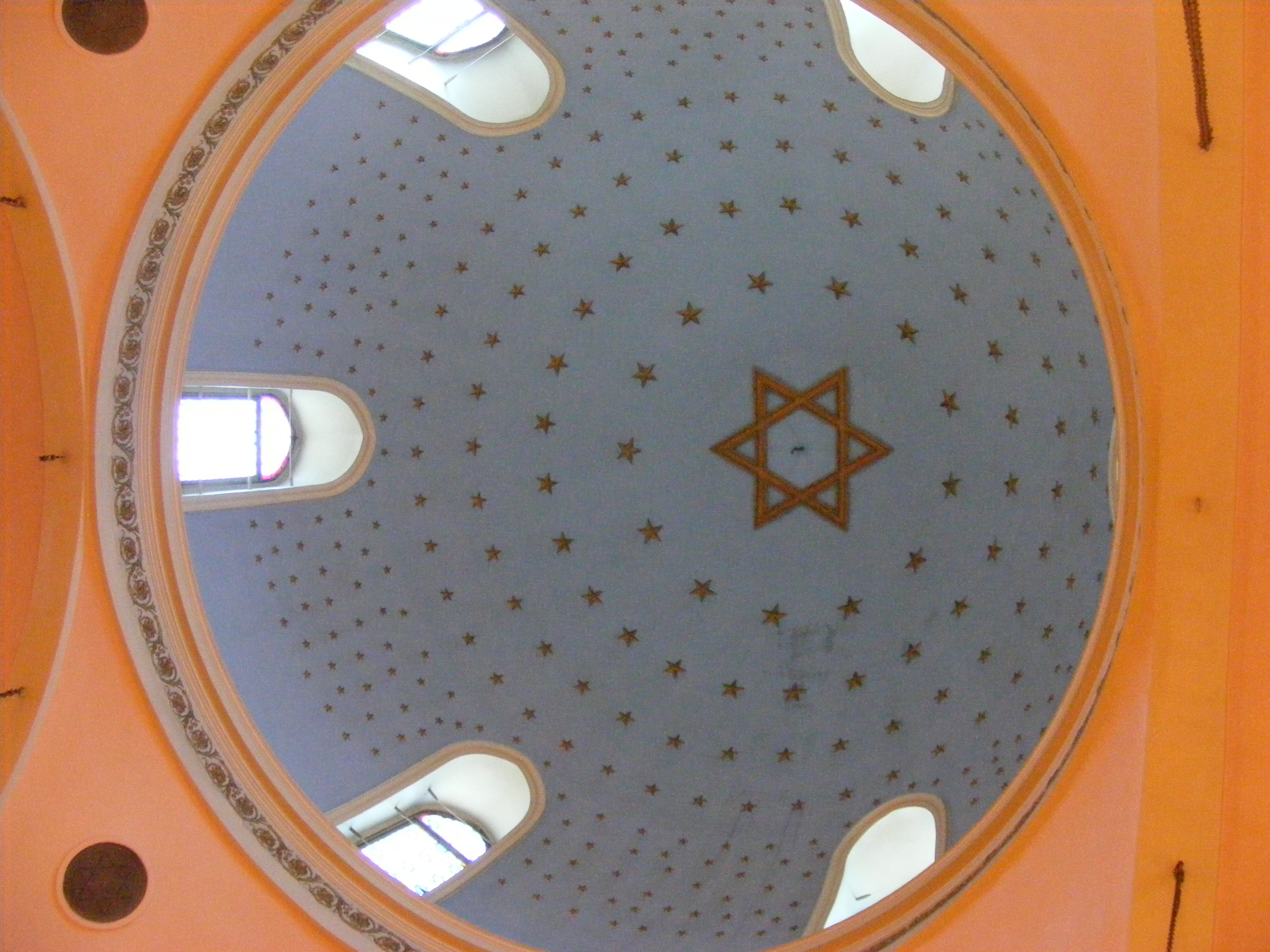

## Sources
1. ↑  « Türkiye Hahambaşılığı » [archive du 25 septembre 2011] (consulté le 22 avril 2007)
2. ↑  « Assembly of Turkish American Associations - History of Jews in Turkey » [archive du 8 avril 2007] (consulté le 22 avril 2007)
3. ↑  « Arşivlenmiş kopya » [archive du 6 mai 2021] (consulté le 26 mai 2021)